# Mempawah

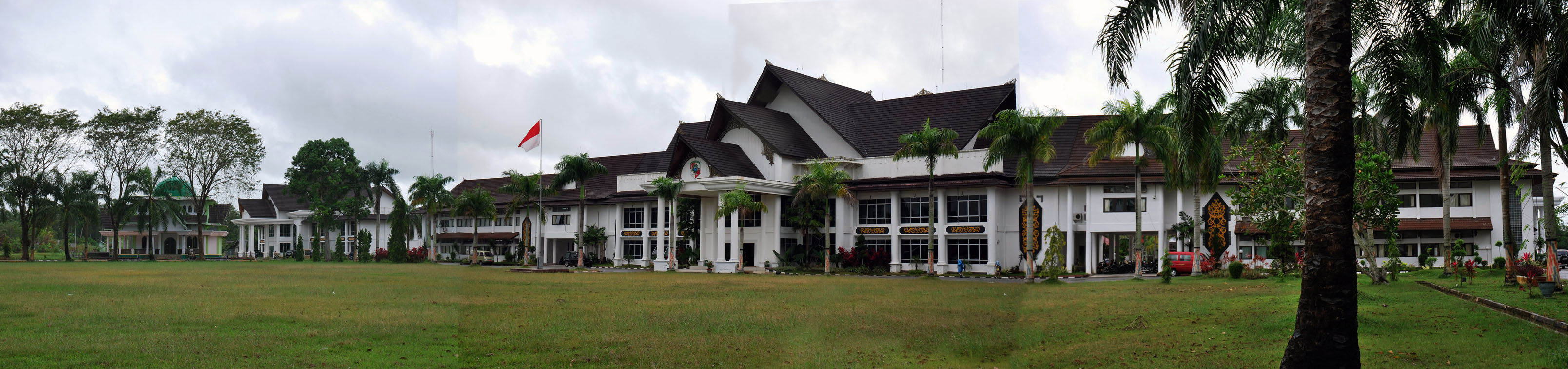
Le bureau du bupati de Pontianak à Mempawah

Mempawah est une ville d'Indonésie dans la province de Kalimantan occidental dans l'île de Bornéo. Elle est située à 67 km au nord-ouest de Pontianak, la capitale provinciale. C'est le chef-lieu du kabupaten de Pontianak. Elle a le statut de kota.

## Histoire

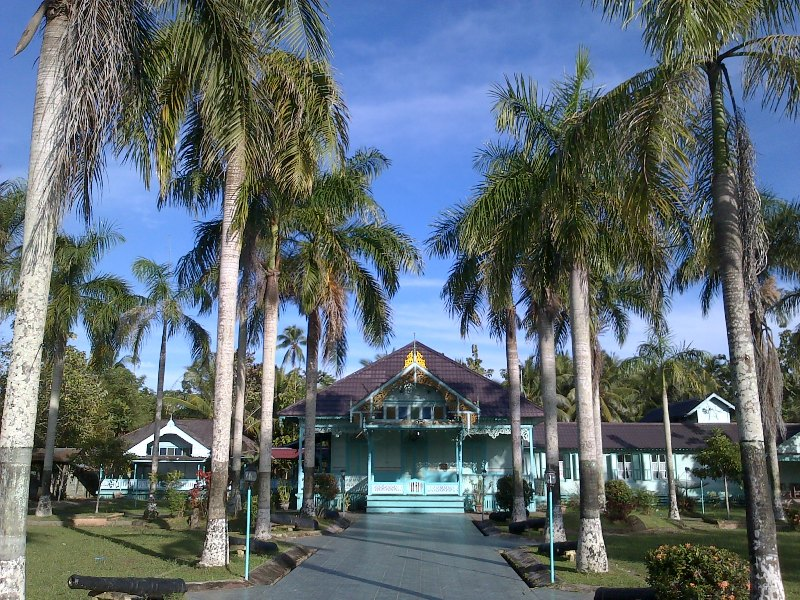
Le palais Amantubillah des princes de Mempawah

La principauté de Kerajaan Mempawah / Kepangeranan Patani Mempawah était vassale du sultanat de Pontianak. Le palais Amantubillah a été reconstruit en 1922 par le prince Mohammad Taufik Akamaddin. Aujourd'hui, c'est un petit musée qui contient des objets royaux comme des kris ou de petits canons.
La tombe du fondateur de la principauté, Opu Daeng Manambon, est située sur une colline, dans le village de Suap.
Celle de Habib Husein, le premier propagateur de l'islam à Mempawah, se trouve dans le village de Sejegi.